# Daimler-Reitwagen

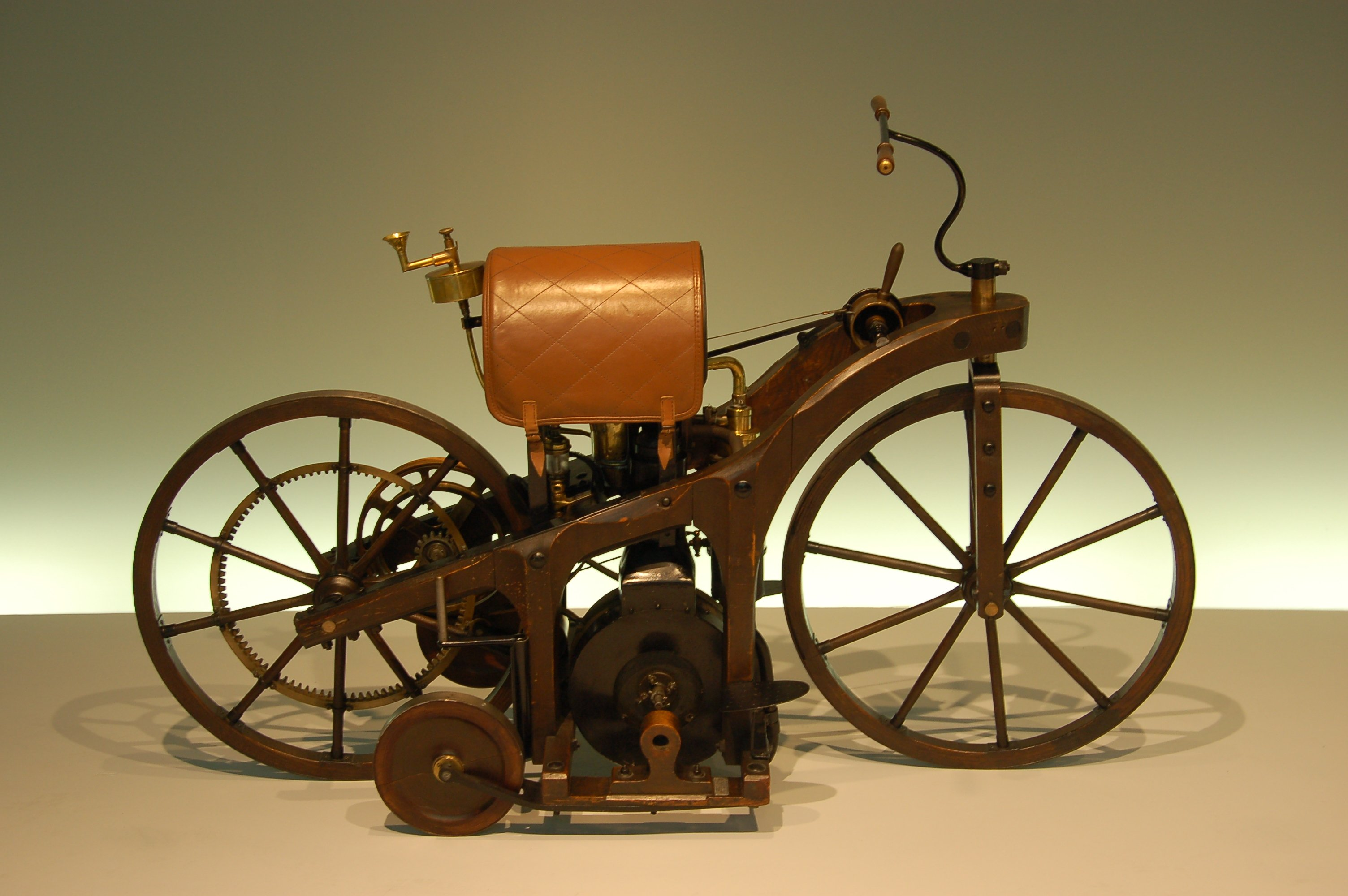
Daimlers Reitwagen, 1885er-Nachbau (Mercedes-Benz-Museum) mit direkter Lenkung und Zahnradantrieb (Sekundärübersetzung)

Der Daimler-Reitwagen war das weltweit erste mit Verbrennungsmotor und Benzin angetriebene Motorrad (Motorfahrzeug) und wurde 1885 von Gottlieb Daimler und Wilhelm Maybach konstruiert.

## Entwicklung
Daimler hatte 1882 eine Versuchswerkstatt in Cannstatt gegründet. Gemeinsam mit seinem Angestellten Maybach entwickelte er dort einen kompakten, schnell laufenden Einzylinder-Viertaktmotor. Durch die Patente vom 16. Dezember 1883 (DRP 28022) und 22. Dezember 1883 (DRP 28243) wurde der gesteuerte Gasmotor mit Glührohrzündung geschützt. Der als Standuhr bezeichnete Motor erreichte aus 462 cm³ Hubraum eine Leistung von 1 PS (735 W) bei 600 Umdrehungen pro Minute. Eine überarbeitete Version der „Standuhr“ mit kleinerem Hubraum (264 cm³) wurde am 3. April 1885 patentiert (DRP 34926). Mit einem Gewicht von etwa 60 Kilogramm war der Motor vergleichsweise leicht und leistete etwa eine halbe Pferdestärke (368 W) bei 700 Umdrehungen pro Minute. Die geringen Maße und das geringe Gewicht, aber auch der Betrieb mit Benzin machten den verkleinerten Standuhr-Motor ideal für einen ortsungebundenen Einsatz.

## Patentmodelle

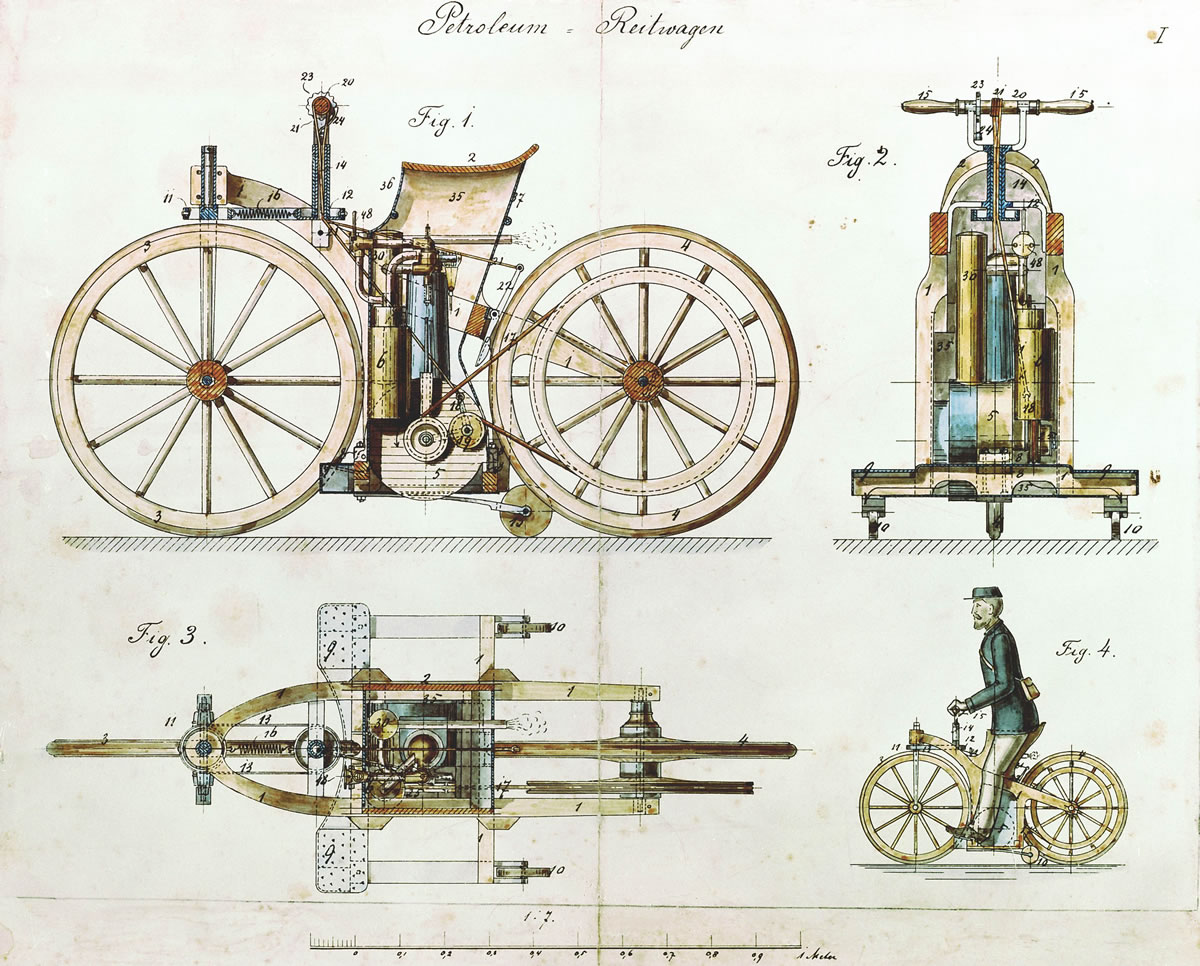
1885er-Patentzeichnung, noch mit indirekter Lenkung und einer Riemenübersetzung

Daimlers und Maybachs nächster Schritt war der Einbau des Motors in ein Fahrzeug. Aus Kostengründen entschieden sie sich für ein hölzernes, mit Stützrädern versehenes Zweirad. Den Rahmen bauten sie aus Hickory-Holz, das mit Eisenplatten verstärkt wurde. Der Motor wurde vertikal zwischen die Holzstützen und Kreuzstreben eingebaut. Über den an einer Scheibe lösbaren Antriebsriemen konnte die Kraft unterbrochen werden. Die 60 cm hohen Holzspeichenräder trugen 35 mm breite Eisenreifen, wie es zu jener Zeit üblich war. Der Auspuff befand sich unmittelbar unter dem wie ein Reitsattel geformten Ledersitz. Über Schnüre am Lenker konnte die auf das Hinterrad wirksame Klotzbremse betätigt werden.
Am 29. August 1885 (DRP 36423) meldete Daimler dieses erste Fahrzeug mit Verbrennungsmotor zum Patent an. Daimler nannte dieses „Fahrzeug mit Gas- bzw. Petroleum-Kraftmaschine“, der Name „Reitwagen“ entstand später. In der Patentschrift wurden die Ansprüche nebst Zeichnungen auf ein „Fahr- oder Schlittengestell“, also zwei verschiedene Fahrzeugtypen, angemeldet. Der danach gebaute Daimler-Motorschlitten hatte statt des Vorderrads eine Kufe, die gefederten Auslegerräder wurden durch Gleitschienen ersetzt, und das Hinterrad war mit Spikes versehen. Im Winter 1885/86 wurden auf dem zugefrorenen Cannstatter See die ersten Fahrversuche unternommen; diese verliefen nicht befriedigend.

## Modell 1885
Maybach entwickelte das Patentmodell weiter; insbesondere die indirekte Riemenlenkung wurde durch einen direkten Steuerkopf verbessert. Auch der Antrieb an der Hinterachse wurde geändert und war zweistufig. Die Kraft wurde von den Riemenscheiben über eine Welle mit Ritzel auf einen innenverzahnten Zahnradkranz am Hinterrad übertragen. Durch zwei unterschiedlich große Riemenscheiben konnte die Übersetzung (im Stand) variiert werden. Damit konnte entweder 6 oder 12 km/h gefahren werden. Die Steigfähigkeit betrug in der kleinen Übersetzung 9 Prozent.
Nach den ersten Versuchsfahrten rund um Cannstatt, die Maybach durchführte, machte am 10. November 1885 Paul Daimler die zwölf Kilometer weite Jungfernfahrt von der Werkstatt Daimlers in Cannstatt, Taubenheimstraße 13, nach Untertürkheim und zurück.
Das Original wurde 1903 bei einem Feuer zerstört. Zehn Replikate, davon neun Ausstellungsstücke und ein Exemplar als fahrbereites Vorführmodell, wurden seitdem von Mercedes gebaut. Im Mercedes-Benz-Museum in Stuttgart und im Deutschen Museum in München sind zwei Nachbauten zu besichtigen.
| Technische Daten (Modell 1885) | Daimler-Reitwagen              |
| ------------------------------ | ------------------------------ |
| Bohrung                        | 58 mm                          |
| Hub                            | 100 mm                         |
| Hubraum                        | 264 cm³                        |
| Verdichtungsverhältnis         | 2,3: 1                         |
| Leistung                       | 0,37 kW / 0,5 PS bei 700 min−1 |
| Vmax                           | 12 km/h                        |
| Leergewicht                    | 90 kg                          |
| Radstand                       | 1030 mm                        |
| Nachlauf                       | 0 mm                           |
| Lenkkopfwinkel                 | 90 Grad                        |

## Sonstiges
Ein seit 1986 erscheinendes österreichisches Motorradmagazin nennt sich in Anlehnung an Daimlers bahnbrechende Entwicklung Der Reitwagen.